# Limnichus longitarsis
Limnichus longitarsis är en skalbaggsart som beskrevs av Champion 1923. Limnichus longitarsis ingår i släktet Limnichus och familjen lerstrandbaggar. Inga underarter finns listade i Catalogue of Life.